# EscapeVektor
escapeVektor est un jeu d'arcade développé et édité par le studio australien Nnooo pour PlayStation Vita via PSN et Nintendo 3DS via Nintendo eShop originellement prévu comme une série de quatre épisodes sur WiiWare dont seul le premier chapitre est disponible.

## Jouabilité
Le jeu suit l'histoire de s1gma0eab3f_V3kt0r alias Vektor, un personnage prisonnier du processeur de la machine sur lequel le joueur joue qui était humain et qui est devenu un être de code informatique. Vektor doit s'échapper de la machine en utilisant ses dons de pirate informatique tout en retrouvant ses souvenirs perdus dans les régions de la machine pour comprendre ce qu'il fait ici. Pour cela le joueur doit le faire bouger sur un terrain de lignes blanches formant des cases qu'il doit remplir pour faire apparaître la sortie du niveau tout en évitant les ennemis à ses trousses. Certains niveaux contiennent une sortie secrète qui apparaît si le joueur complète une série de cases qui apparaît avec la sortie du niveau. Plus Vektor avance dans la machine, plus les techniques pour finir le niveau diffèrent.
Si le joueur finit un niveau sans utiliser la détonation, l'icône du niveau affiche une étoile. Si un niveau est fini avec un bon score, le joueur reçoit une médaille de bronze, d'argent, d'or ou de platine dépendant de son score. Il y a des niveaux bonus qui reprennent les niveaux normaux en leur donnant une limite de temps à finir.

### Chapitres
Chaque chapitre montre une nouvelle façon de finir le niveau, de nouveaux pièges et ennemis et se passe tous dans une partie de la machine.
- Chapitre 1 : se déroulant dans le processeur, on apprend les techniques de base telles qu'utiliser la détonation et le boost et à activer et désactiver les barrières électriques.
- Chapitre 2 : se déroulant dans la mémoire morte, le niveau commence avec une série de cases que lorsque terminées, de nouvelles apparaissent jusqu’à ce que la sortie apparaisse.
- Chapitre 3 : se déroulant dans la carte mère, les niveaux ont maintenant des lignes qui servent de chemins pour l'arrivée des ennemis. Il n'est pas obligatoire de les finir pour faire apparaître la sortie, seules les cases comptent.
- Chapitre 4 : se déroulant dans la mémoire vive, pour faire les niveaux, il vaut le Boostenate qui fait voyager à la vitesse du super boost en rendant invincible parce que les chemins ont des ennemis qui sont en file indienne et réapparaissent quelques secondes après les avoir battus.